# Flornes
Flornes (eller Flora) är en by i Stjørdals kommun i Trøndelag fylke i mellersta Norge. Orten ligger vid Meråkerbanan och Stjördalsälven, vid änden av fylkesväg 6790, som över en bro ansluter till Europaväg 14 på andra sidan älven. Här finns Flora kapell.

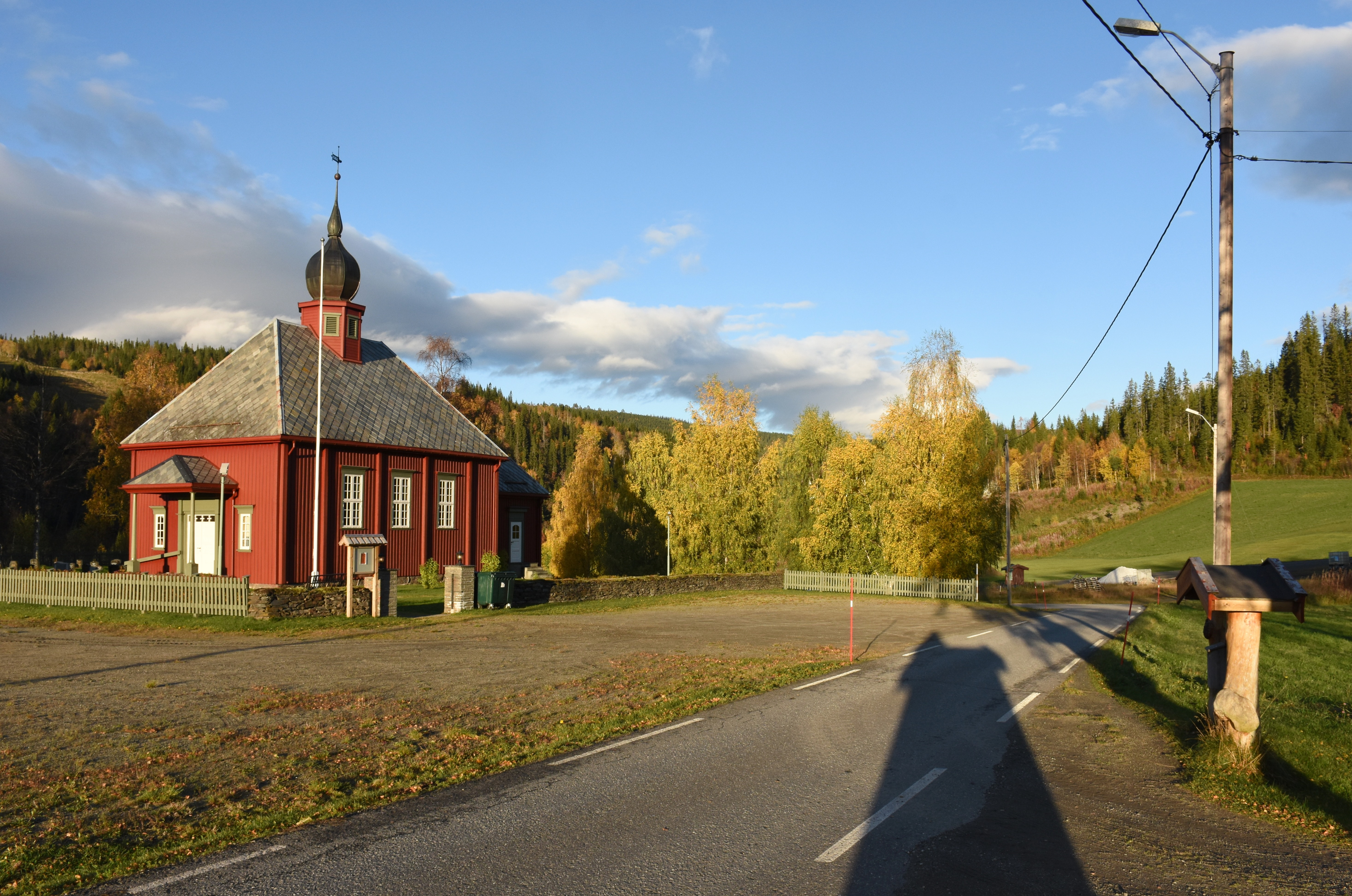
Flora kapell.